# 장 1세 드 베리 공작
베리 공작 장(Jean I de Berry, 1340년 11월 30일 ~ 1416년 3월 15일)는 프랑스의 왕족이다. 뱅센에서 프랑스의 장 2세 국왕과 본 드 뤽상부르 왕비의 셋째 아들로 태어났다. 샤를 5세, 앙주 공작 루이의 동생이자 필리프 2세의 형이다. 베리 공작인 동시에 푸아티에 백작, 오베르뉴 공작의 작위도 가지고 있었다.
베리 공작은 장 2세의 아들들 중 가장 마지막까지 살아남은 인물이었는데 동생 필리프 2세가 죽은 뒤에도 조카 장 1세와 오를레앙 공 루이의 사이를 주선하는데 진력했다. 또한 그는 예술가들의 후원자로도 유명했는데 랭부르 형제를 비롯한 많은 예술가를 지원했으며 그 결과물로서 《베리 공작의 매우 호화로운 기도서(Très riches heures du duc de Berry)》등의 작품이 남아 있다. 그는 자신의 취미를 유지하기 위해서 주민들에게 높은 세금을 부과했고 사후에는 거액의 빚을 남겼다고 한다. 그의 사후 영토 대부분은 왕령에 편입되었고 오베르뉴만이 딸 마리와 그 남편에게 귀속되었다.

## 가족
베리 공작은 두 번 결혼했으며 첫 번째 아내인 아르마냐크 백작의 딸 잔느와의 사이에서 3남 2녀를 얻었다.
- 샤를(1362~1382)
- 장(1363~1402)
- 루이(1364~1383)
- 본(1365~1435)
- 마리(1367~1434)